# مقاربة هيدروليكية
مقاربة كهرباء-هايدروليك (بالإنجليزية: electronic–hydraulic analogy)‏ أو نظرية أنبوب التصريف هي مشابهة تُستعمل لتقريب مفهوم حركة الإلكترونات داخل الموصلات. لأنّ التيار الكهربائي خفي والعمليات التي تجري في الكهربائيات غالباً ما تكون صعبة التوضيح، العديد من الأجزاء الكهربية تُتمثّل عبر نظيراتها الهايدروليكية. الكهرباء (وكذلك الحرارة) كانت تُفهَم على أنها نوع من أنواع الموائع. نتيجةً لذلك، بعض أسماء الكميات الكهربائية (كالتيار الكهربائي مثلاً) اشتُقّت من مقابلاتها الهايدروليكية. كما هو الحال مع جميع المشابهات، تتطلب مشابهة كهرباء-هايدروليك حدساً وفهماً مبدئياً في مفاهيم الهايدروليك والكهرباء.

مشابهة بين الدائرة الهايدروليكية على اليسار، والدائرة الكهربائية على اليمين.

## النماذج
ليس هناك نموذج ثابت لشرح المقاربة، لكن بشكل عام، يمكن استخدام الضغط المتولد نتيجة من الجاذبية أو المضخات كمفهوم للمقاربة.
في نموذج الضغط الناجم عن الجاذبية، يتم رفع خزانات كبيرة من المياه عاليًا، أو يتم ملؤها بمستويات مختلفة من المياه، وتكون الطاقة المحتملة لارتفاع الماء هي مصدر الضغط.  هذا يذكرنا بالمخططات الكهربائية مع سهم لأعلى يشير إلى +V، والمسامير المؤرضة التي لا تظهر وهي متصلة بأي شيء، وما إلى ذلك.  يتمتع هذا بميزة ربط الإمكانات الكهربائية بإمكانات الجاذبية.
النموذج الثاني هو نسخة مغلقة تمامًا مع مضخات توفر الضغط فقط ولا توفر الجاذبية.  وهذا يشبه مخطط الدائرة مع مصدر الجهد الكهربي والأسلاك التي تكمل الدائرة كما هو موضح بالصورة المرفقة.
يوجد نماذج أخرى تسلط الضوء على أوجه التشابه بين المعادلات المعبرة عن تدفق السوائل والمعادلات المعبرة عن تدفق الشحنة.  يمكن حساب متغيرات التدفق والضغط في حالات تدفق السوائل الثابتة والعابرة باستخدام تشبيه الأوم الهيدروليكي.  الأوم الهيدروليكية هي وحدات المقاومة الهيدروليكية، والتي يتم تعريفها على أنها نسبة الضغط إلى معدل التدفق الحجمي.  يتم التعامل مع متغيرات الضغط وحجم التدفق على أنها أطوار في هذا التعريف، لذا فهي تمثل الطور بالإضافة إلى الحجم.